# David Pintor

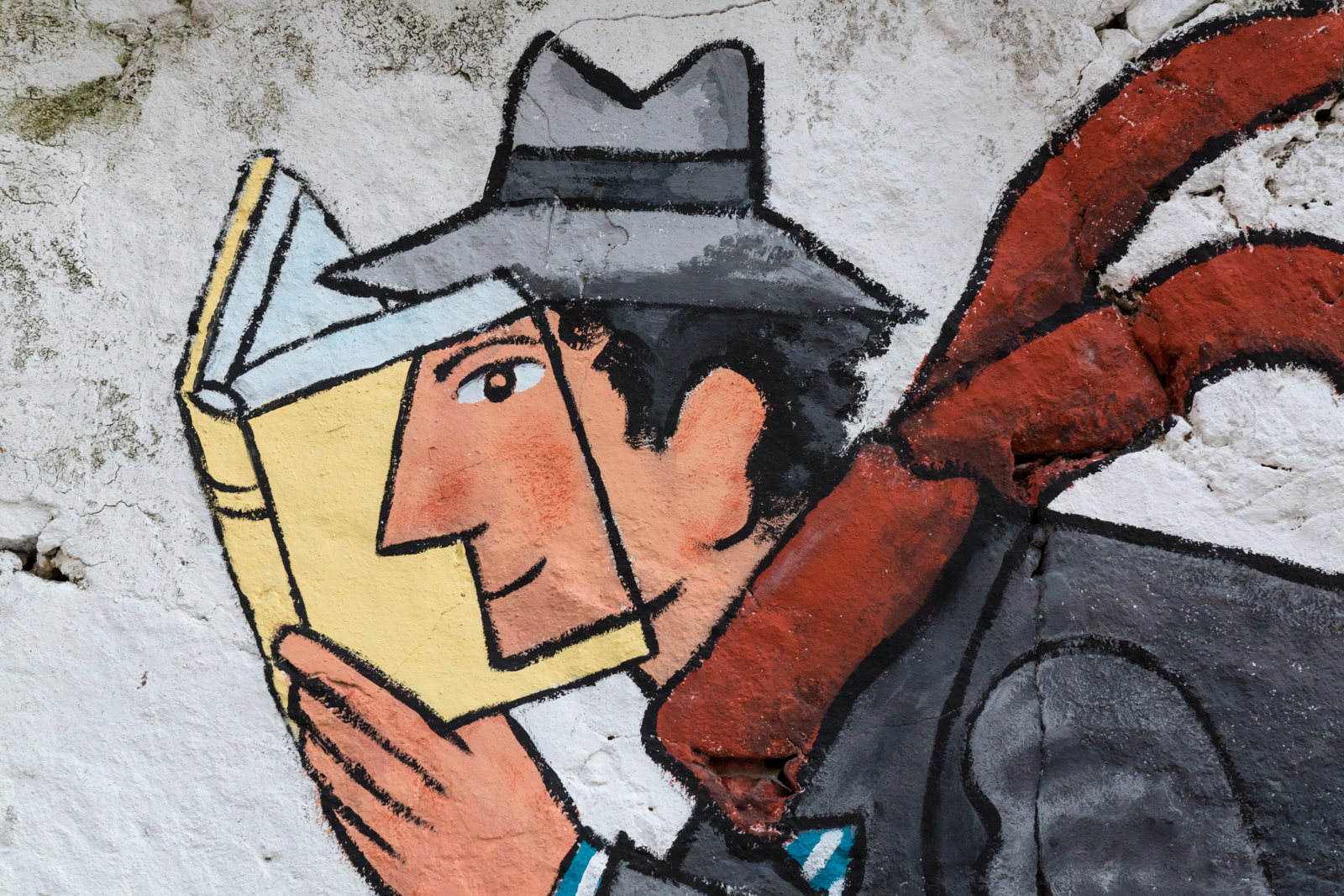
Grafiti en Oporto.

David Pintor, nacido en 1975, es un ilustrador, humorista gráfico, caricaturista y pintor español de origen gallego.

## Trayectoria
Ilustrador, humorista gráfico, caricaturista, pintor, artista polifacético y multipremiado español. Colabora para editoriales y clientes de todo el mundo.
En 1993 empieza a trabajar con el guionista Carlos López bajo el pseudónimo de Pinto & Chinto, convirtiéndose en pocos años en una referencia del humor político en prensa. Sus tiras cómicas salen en periódicos como El Correo Gallego, Diario 16, La Voz de Baleares o Diario de León. Actualmente su trabajo aparece todos los días en las páginas de opinión de La Voz de Galicia.
A partir del año 2000 empieza a adentrarse en el campo de la ilustración infantil , donde cosecha numerosos premios a nivel internacional. Al mismo tiempo, empieza a colaborar en múltiples ámbitos relacionados con el diseño, la moda o la publicidad, buscando siempre las múltiples posibilidades que ofrece la profesión de dibujante.
A partir de 2019 empieza su carrera como autor de literatura infantil.
En 2022, la película "Valentina", en la que participa como diseñador de personajes, gana el premio Goya al mejor largometraje animado.

## Obra publicada
- Sobran as palabras, 1999, Junta de Galicia.
- Aquilino pinta una nube y un camaleón, 2001, Combel.
- Qué sabemos do Día das Letras Galegas?, 2001. Junta de Galicia.
- Suca, 2001. Everest.
- O libro dos xogos populares galegos, 2003, La Voz de Galicia.
- Dez por dous, 2004, Biblos.
- Hércules e Crunia, 2005, Kalandraka.
- Historia de Román o bombeiro, 2005, Everest.
- O pequeno da familia fantasma, 2005, Sotelo Blanco.
- Tito Longueirón, 2005, BD Banda.
- Cuentos en familia, 2006, Anaya.
- Minimaladas, 2007, Edicións Xerais.
- A miña avoa ten trece anos, 2007, Edelvives.
- La puerta trasera del paraíso, 2007, Alfaguara.
- Unha bruxa ben rara, 2007, SM.
- Circo Rigatoni, 2008, Everest.
- La extraña historia de la cama mágica, 2008, SM.
- Lendas da noite de San Xoán, 2008, Everest.
- Mis primeras 80.000 palabras, 2008, Media Vaca.
- La nonna in cielo, 2008, Lapis (Italia).
- Novas minimaladas, 2008, Xerais.
- El Pinsapo de la plaza, 2008, Edelvives.
- Ciudades de papel, 2009, El Patito Editorial.
- Encontros ás agachadas, 2009, Diputación Provincial de Orense.
- Jack and beanstalk, 2009, Froebel (Corea).
- Os oficios de Chuquelo, 2009. Galaxia.
- A peripecia de Roi, 2009, Edelvives.
- Quen casa ten de seu, 2009, Fundación Rosalía de Castro.
- O serrote do Gil, 2009, Galaxia.
- Compostela, 2010, Kalandraka.
- Contos para nenos que dormen deseguida, 2010, Kalandraka.
- Los oficios de Rus, 2010, Anaya.
- El principito, 2010, Agaworld (Corea).
- El Cascanueces, 2011, Pablo Zaera; The Nutcracker, 2011, Agaworld.
- Gulliver travels, 2011, Agaworld.
- A maceira que daba calquera cousa menos mazás, 2011, Everest.
- Minimalario, 2011, Kalandraka.
- The months of the year, 2011, Agaworld.
- Almanaque musical, 2012, Kalandraka.
- Auténticas entrevistas falsas, 2012, Leer.
- Il bosco della Baba Yaga, 2012, F. Cosino.
- Camino de Santiago, 2012, Treseditores.
- Dun tempo e dunha terra, 2012, Edelvives.
- Los estrambóticos viajes de Gulliver, 2012, Bululú.
- O grande Chefe, 2012, Tcharan.
- Os xogos olímpicos de Ningures, 2012, Galaxia.
- Desde una estrella distante, 2013, Anaya.
- L´eco, 2013, Lapis edizioni (Italia).
- El estrambótico Principito, 2013, Bululú.
- Lisboa, 2013, Kalandraka.
- Nicomedes, o pelado, 2013, Kalandraka.
- Brinca vai!, 2014, Kalandraka.
- White world, 2014, Froebel (Korea).
- That day, when..., 2014, Editions Kotot (France).
- La piccola grande guerra, 2015, Lapis edizioni (Italia).
- A avoa do ceo, 2015, El patito editorial.
- Barcelona, 2015, Kalandraka.
- Il fantastico mondo di Alice, 2015, Lapis edizioni (Italia ).
- La estrambótica Isla del Tesoro, 2015, Editorial Bululú (España).
- Le avventure di Don Chisciotte, 2016, Lapis edizioni (Italia).
- Cámbiache o conto!, 2016, Edicións Xerais (España).
- Los gansos, 2016, La guarida. (España).
- El fuego de Prometeo, 2017, Edelvives. (España).
- Venezia, 2017, Kalandraka. (España).
- Radio Bulebule, 2017, Kalandraka. (España).
- Las estrambóticas aventuras del barón de Münchhausen, 2017, Bululú. (España).
- I tre moschettieri, 2017, Lapis edizioni. (Italia).
- L´ibis di Palmira e il merlo ribelle , 2018, Notes edizioni. (Italia).
- Canto di Natale e altri racconti, 2018, Lapis edizioni. (Italia).
- Ipse Dixit, 2019, Einaudi Ragazzi. (Italia).
- El primer diccionario de Nara, 2019, Degomagom. (España).
- I vestiti nuovi dell´Imperatore, 2019, Lapis. (Italia).
- O alfabeto nojento, 2019, Caminho. (Portugal).
- Triscuspascos, 2020, Anaya. (España).
- Parole bambine, 2020, Lapis. (Italia).
- La gatta cenerentola e altre storie, 2020, Mondadori. (Italia).
- Siete llaves para abrir los sueños, 2020, Kalandraka. (España).
- Merlino,Artù e i cavalieri della tavola rotonda, 2021, Lapis. (Italia).
- La gran aventura de Nara, 2021, Degomagom. (España)
- A viúva e o papagaio, 2021, Fábula editora. (Portugal)
- Estou com soluços!, 2021, Tcharan. (Portugal)
- A Coruña, 2021, Kalandraka ( España )
- Mi árbol secreto, 2021, La Guarida ( España )
- Jane & Jake, 2021, Dongsim ( Corea )
- Tortoise vs. Hare, the rematch, 2021, Dongsim ( Corea )
- Fiori e fulmini, 2021, Editoriale Scienza (Italia)
- La grande avventura di Nara, 2022, Mondadori (Italia)
- La estrambótica vuelta al mundo en 80 días, 2022, Bululú (España)
- O mistério da meia malcheirosa, 2022, Edições Almedina (Portugal)
- Com pensos tudo passa, 2022, Edições Almedina (Portugal)
- Os números nojentos, 2022, Caminho editora (Portugal)
- 27 casas, 2022, La Guarida (España)
- No a todas las niñas les gusta el rosa, 2022, Anaya (España)
- C’est la catastrophe!, 2023, Degomagom (España)
- Ringo, 2023, Xerais (España)
- Olho de lince, 2023, Porto Editora (Portugal)
- Filhos da mãe, 2023, Porto Editora (Portugal)
- O rapaz das estrelas, 2024, Porto Editora (Portugal)
- O fabricante de sombreiros, 2024, Baía edicións (España)
- Cappuccetto grosso, 2024, Edizioni Città Nuova (Italia)
- Caricaturas y frases inolvidables, 2025, Degomagom (ESpaña)
- O meu pai não sabe desenhar, 2025, Porto Editora (Portugal)
- Uma história a sério, 2025, Caminho (Portugal)
- Joe Rudo, 2025, Iglú (España)
- Segredo de família , 2025, Porto Editora (Portugal)

## Premios y reconocimientos
- Premiado por la Society of News Design (SND) por sus trabajos en La Voz de Galicia.
- Premio Curuxa do Humor en el 2007, otorgado por el Museo do Humor de Fene.
- Premio literario Frei Martín Sarmiento en 2007, por O pequeno da familia fantasma.
- Premio literario Frei Martín Sarmiento en 2017, por A estrambótica illa do tesouro.
- Nominado a los premios de la Asociación de Editores Galegos al mejor libro infantil y al mejor libro ilustrado de 2007 por Minimaladas.
- Mejor ilustrador del año en Galicia en 2007, 2009 y 2010 por la web Fervenzas Literarias.
- Mejor portada de libro infantil de 2007 por Minimaladas, por la web Fervenzas Literarias.
- Premio Haxtur al humor en 2008, outorgado por el Festival de cómic de Gijón.
- Premiado en el VIII Concurso de humor gráfico de Baracaldo en 2008.
- Premiado en el Salón da Caricatura de Vila Real.
- Finalista en el Certame Internacional de Humor Gráfico Portocartoon en 2009.
- Premio Follas Novas do Libro Galego 2022 al mejor libro ilustrado por "A Coruña".
- Premio Pura y Dora Vázquez de Ilustración en el 2009, por Encontros ás agachadas.
- Premio especial del jurado en el IX Certamen de pintura Pintor Argüelles.
- Premiado con el Grand Prix International en la Bienal de Cuadernos de viaje Clermont Ferrand 2009, por Ciudades de papel.
- Nominado a los premios de la Asociación de Editores Galegos al mejor libro ilustrado de 2009 por A peripecia de Roi.
- Mejor portada de libro infantil en Galicia de 2010 por Contos para nenos que dormen deseguida, por la web Fervenzas Literarias.
- Nominado a los premios de la Asociación de Editores Galegos al mejor libro infantil y al mejor libro ilustrado de 2010 por Contos para nenos que dormen deseguida.
- 1º Premio Concurso del cartel oficial de la Bienal de Cuadernos de viaje Clermont-Ferrand 2011.
- Finalista en los CJ Picture book awards de 2011, por Compostela.
- Premio "L´illustratore dell´anno 2011" convocado por Città del sole.
- Premio "Letterattura per Ragazzi 2018" al mejor álbum ilustrado por "Venezia".
- Nominado para el Premio Nacional de Ilustración en 2011.
- 2º Premio Ilustración de la Feria del libro infantil de Sharjah 2012.
- Premio de la revista Andersen al mejor libro infantil de 2012 entre 6 y 9 años por Il Bosco della Baba Yaga.
- Primer premio de relato ilustrado Opticks magazine 2012.
- Premio Mingote 2013.
- Premio Elgar a la mejor viñeta de humor gráfico 2025.
- Premiado en el certamen World Press Cartoon 2025.
- Finalista en el Premio Fundación Cuatrogatos 2022 por “Mi árbol secreto”
- Finalista en el Premio Fundación Cuatrogatos 2023 por “La gran aventura de Nara”
- Premio especial en el Festival Nami Island International Illustration Concours de 2013 y 2015.
- Premiado por Communication Arts en el apartado de ilustración en el 2014.
- Premio Fervenzas Literarias al mejor ilustrador de 2014.
- Seleccionado en 2007, 2010, 2011 y 2013 para la muestra de ilustradores de la Feria de Bolonia.
- Seleccionado en la Muestra Internacional de Ilustradores Infantiles Sueños en Papel en México en el 2008.
- Seleccionado en 2009, 2011, 2013, 2015, 2019, 2021 y 2025 para la Bienal de Ilustración de Bratislava.
- Seleccionado en el Salão de Humor de Piracicaba en 2010 y 2011.
- Distinção Selos camnihos de leitura 2022 por "A minha árvore secreta".
- Seleccionado en la lista White Ravens en el 2009, por La nonna in cielo.
- Seleccionado en la lista White Ravens en el 2011, por Contos para nenos que dormen de seguida.
- Seleccionado en la lista White Ravens en el 2014, por Nicomedes el pelado.
- Premio Gianni Rodari 2017 por Venezia.
- Premio especial del jurado Andersen 2015 por "La piccola grande guerra".
- Seleccionado para el catálogo American Illustration 33 y American Illustration 35.
- Seleccionado para el catálogo Latin American illustration 3.
- Seleccionado para el 3x3 picture book annual número 10.
- Seleccionado por Lurzer´s Archive para participar en el libro 200 Best Illustrators 2011-2012 y 2013-2014
- Seleccionado por el libro Almanaque musical como uno de los libros destacados de 2012 por la Fundación Germán Sánchez Ruipérez.
- Seleccionado en la publicación 32 Creative Quarterly en la categoría de ilustración profesional.
- Seleccionado por el libro Almanaque musical como uno de los libros altamente recomendados de 2013 por la Fundación Fundalectura (IBBY Colombia).
- Medalla de plata en el IWSC ( International Wine & Spirit Competition ) en el apartado de packaging.